# Mas Pujol (Monistrol de Calders)
El mas Pujol fou una masia del terme de Monistrol de Calders, al Moianès.
El seu emplaçament era a prop i al nord del Bosc, al sud-oest de la capella de Sant Pere Màrtir i al nord-oest del Serrat del Llogari, que també queda molt a prop.
Al segle xviii ja constava com a mas rònec. Pertanyia a la unitat eclesiàstica a l'entorn de Sant Pere de Mussarra. Les seves terres s'integraren a les del Bosc.